# Daubeuf-près-Vatteville
Daubeuf-près-Vatteville är en kommun i departementet Eure i regionen Normandie i norra Frankrike. Kommunen ligger i kantonen Les Andelys som tillhör arrondissementet Les Andelys. År 2022 hade Daubeuf-près-Vatteville 460 invånare.

## Befolkningsutveckling
Antalet invånare i kommunen Daubeuf-près-Vatteville
Referens:INSEE